# MacGuffin

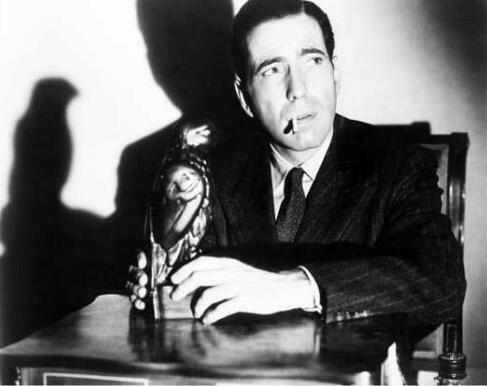
Humphrey Bogart jako detektyw Sam Spade ze statuetką sokoła maltańskiego – MacGuffinem z filmu o tej samej nazwie (1941)

MacGuffin (czasami też McGuffin) – termin oznaczający przedmiot, miejsce, cel itp. napędzający fabułę filmu i motywujący działania postaci. Jest ważny nie jako konkretny obiekt (dla widza nie ma znaczenia czym dokładnie jest), a jedynie stanowi pretekst do rozwiązania i przebiegu akcji filmowej. Autorem terminu jest Angus MacPhail, który wymyślił go w trakcie opracowywania scenariusza do dreszczowca szpiegowskiego 39 kroków (1935) w reżyserii Alfreda Hitchcocka. Angielski filmowiec spopularyzował określenie „MacGuffin” i od tej pory stosował je w swoich produkcjach do końca kariery.
Według MacPhaila określenie „MacGuffin” wywodzi się z anegdoty opowiadającej o dwóch mężczyznach podróżujących pociągiem z Londynu do Szkocji:

Gdy jeden z nich zauważył na półce dziwnie zawinięty przedmiot, spytał:

– Co tam masz?

– O, to MacGuffin.

– Co to jest MacGuffin?

– To przyrząd do łapania lwów w szkockich górach.

– Ależ w szkockich górach nie ma lwów!

– W takim razie to nie jest MacGuffin!

## Wyjaśnienie terminu

### Alfred Hitchcock

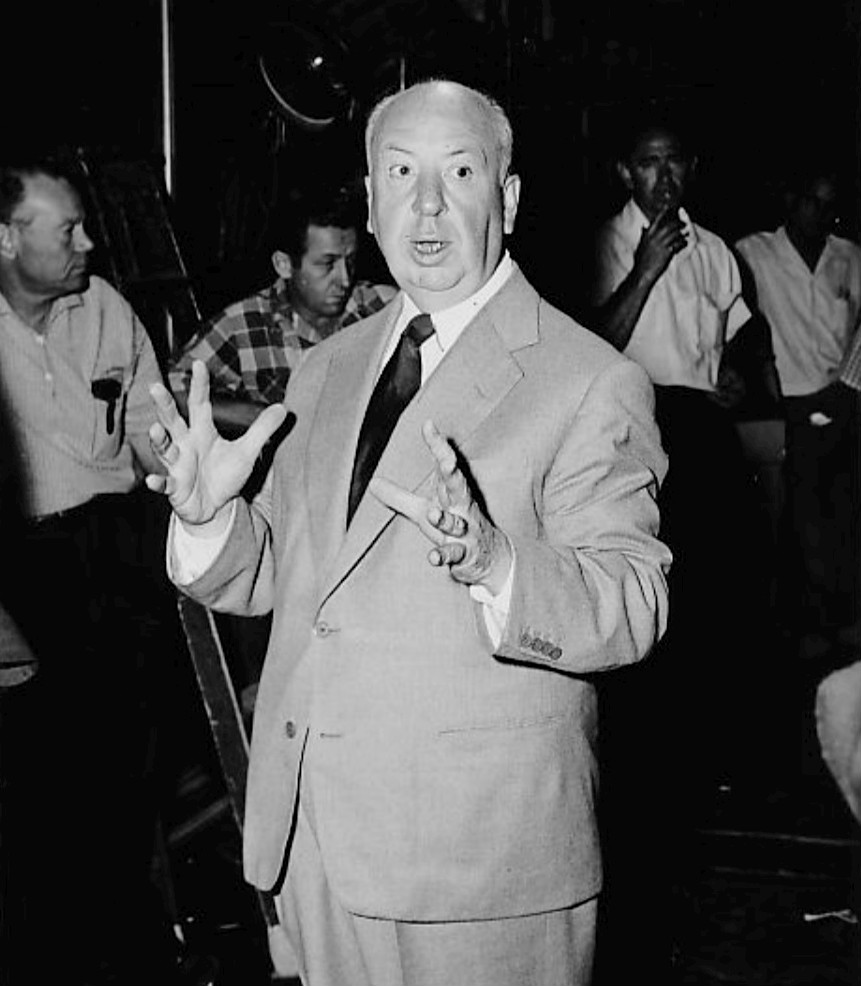
Alfred Hitchcock jako pierwszy spopularyzował termin „MacGuffin” i stosował go we wszystkich swoich filmach, począwszy od połowy lat 30.

Angielski reżyser Alfred Hitchcock, który jako pierwszy spopularyzował termin „MacGuffin” (używając go w dreszczowcu szpiegowskim 39 kroków; 1935), w jednej z rozmów wyjaśniał, że Rudyard Kipling często pisał w swoich powieściach o Hindusach i Brytyjczykach, którzy walczyli przeciw tubylcom na granicy z Afganistanem.

We wszystkich historiach szpiegowskich pisanych w tym klimacie chodziło stale o wykradzenie planów z twierdzy. To był właśnie MacGuffin. MacGuffin jest zatem nazwą, którą nadaje się akcjom tego typu: wykraść papiery, wykraść dokumenty, wykraść tajemnicę… W rzeczywistości nie ma to żadnego znaczenia i zwolennicy logiki mylą się, szukając w MacGuffinie prawdy. W mojej pracy zawsze kierowałem się zasadą, że owe «papiery» czy «dokumenty» albo «tajemnica budowy fortecy» powinny być strasznie ważne dla bohaterów filmu, ale zupełnie nieistotne dla mnie, opowiadacza.

Za swój najlepszy MacGuffin Hitchcock uważał ten z filmu szpiegowskiego Północ, północny zachód (1959), w którym, w scenie na lotnisku w Chicago, agent CIA (grany przez Leo G. Carrolla) wyjawia prawdę na temat głównego czarnego charakteru (James Mason) bohaterowi granemu przez Cary’ego Granta. Zdaniem reżysera we wspomnianej scenie „ograniczyliśmy MacGuffina do jego najczystszej istoty: do nicości”.

### George Lucas

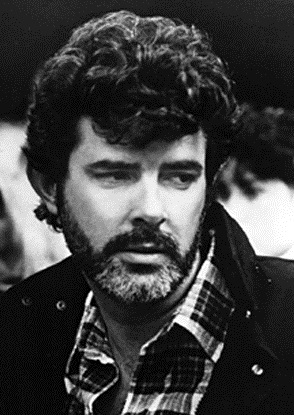
George Lucas uważał, że MacGuffin powinien w jednakowym stopniu budzić zainteresowanie zarówno publiczności, jak i bohaterów grających w filmie

W przeciwieństwie do poglądu Hitchcocka, zakładającego, że MacGuffin napędza fabułę filmu, lecz nie ma on żadnego znaczenia dla publiczności, amerykański reżyser i producent George Lucas uważał, że „publiczność powinna się tym przejmować prawie tak samo, jak pojedynkujący się na ekranie bohaterowie i złoczyńcy”. Lucas opisywał droida naprawczego R2-D2 jako przykład MacGuffina z filmu science-fiction Gwiezdne wojny: część IV – Nowa nadzieja (1977). Przyznawał również, że tytułowy MacGuffin w filmie przygodowym z elementami kina akcji oraz science fantasy Poszukiwacze zaginionej Arki (1981, reż. Steven Spielberg) był doskonałym przykładem, w przeciwieństwie do bardziej niejasnych MacGuffinów w dwóch następnych produkcjach o przygodach Indiany Jonesa (Indiana Jones i Świątynia Zagłady; 1984 oraz Indiana Jones i ostatnia krucjata; 1989).

### Yves Lavandier
Yves Lavandier, francuski filmowiec i teoretyk filmu, uważał, że MacGuffin odgrywał u Hitchcocka rolę tajemnicy, która motywowała złoczyńców. Według autora MacGuffin z filmu Północ, północny zachód nie motywuje głównego bohatera; celem Rogera O. Thornhilla (Grant) jest oczyszczenie się z zarzutów i wyciągnięcie z kłopotów, które powstały w wyniku błędnej tożsamości, a to co ma istotne znaczenie dla Vandamma (Mason) i CIA, nie ma większego znaczenia dla Thornhilla. Zdaniem Lavandiera podobny brak mocy motywującej dotyczy MacGuffinów z filmów 39 kroków, Starsza pani znika (1938) i Zagraniczny korespondent (1940). Jak zwracał uwagę Lavandier, MacGuffin oznacza wszelkie uzasadnienie dla zewnętrznych, konfliktowych przesłanek działania.

## Przykłady

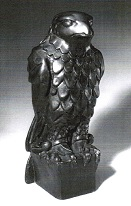
Statuetka sokoła maltańskiego – MacGuffin z filmu o tej samej nazwie (1941)

W filmach Alfreda Hitchcocka, począwszy od 39 kroków (1935), gdzie MacGuffinem są skradzione plany projektowe budowy silnika samolotowego, regularnie występował ten termin. Do najbardziej znanych przykładów należą:
- w dreszczowcu szpiegowskim Zagraniczny korespondent (1940) MacGuffinem jest klauzula o tajnym traktacie pokojowym[12]
- w dreszczowcu psychologiczno-szpiegowskim Osławiona (1946) MacGuffinem jest uran ukryty w butelkach z winem[8][12]

Do innych przykładów zastosowania MacGuffina w filmach przez reżyserów bądź scenarzystów należą:
- w dramacie Obywatel Kane (1940, reż. Orson Welles) MacGuffinem jest ostatnie słowo wypowiedziane przez głównego bohatera – „różyczka”[13]
- w kryminale noir Sokół maltański (1941, reż. John Huston) MacGuffinem jest tytułowa statuetka[3]
- w melodramacie noir Casablanca (1942, reż. Michael Curtiz) MacGuffinem są listy tranzytowe[14]
- zarówno w filmie, jak i literaturze święty Graal jest często uważany za MacGuffin[15]. Fabuła kultowej komedii Monty Python i Święty Graal (1975, reż. Terry Gilliam, Terry Jones) opiera się na rycerskich poszukiwaniach świętej relikwii[16]
- w dreszczowcu neo-noir Frantic (1988, reż. Roman Polański) MacGuffinem jest krytron[2]
- w kryminale Pulp Fiction (1994, reż. Quentin Tarantino) MacGuffinem jest teczka[13]
- w melodramacie katastroficznym Titanic (1997, reż. James Cameron) MacGuffinem jest klejnot[13]
- w dramacie wojennym Szeregowiec Ryan (1998, reż. Steven Spielberg) MacGuffinem jest tytułowy szeregowiec James Francis Ryan (Matt Damon)[13]
- w dreszczowcu akcji Ronin (1998, reż. John Frankenheimer) podkreślono, że natura MacGuffina nie jest ważna; w filmie tym MacGuffinem jest metalowa teczka, której zawartości nigdy nie ujawniono[17]

Odnosząc się do mieszanego odbioru filmu Indiana Jones i Królestwo Kryształowej Czaszki (2008), w którym kryształową czaszkę postrzegano jako niezadowalający MacGuffin, reżyser Steven Spielberg przyznał: „Solidaryzuję się z ludźmi, którzy nie lubili MacGuffina, ponieważ ja sam nigdy nie lubiłem MacGuffina”.